# Marek Rutkiewicz
Marek Rutkiewicz (Olsztyn, 8 maggio 1981) è un ex ciclista su strada polacco, professionista dal 2001 al 2020.

## Palmarès

### Strada
- 2001 (Cofidis, una vittoria)

4ª tappa Tour de l'Ain (Saint-Genis-Pouilly > Col du Grand Colombier)
- 2004 (Action-ATI, una vittoria)

6ª tappa Tour de Pologne (Piechowice > Karpacz)
- 2006 (Intel-Action, due vittorie)

2ª tappa Małopolski Wyścig Górski (Kalwaria Zebrzydowska > Rabka-Zdrój)
Classifica generale Małopolski Wyścig Górski
- 2008 (Mróz-Action-Uniqa, due vittorie)

3ª tappa Tour of Qinghai Lake (Guide > Xining)
5ª tappa Małopolski Wyścig Górski (Świątniki Górne > Gorlice)
- 2010 (Mróz-Active Jet, tre vittorie)

1ª tappa Szlakiem Grodów Piastowskich (Jawor > Złotoryja)
Classifica generale Szlakiem Grodów Piastowskich
Puchar Uzdrowisk Karpackich
- 2011 (CCC Polsat Polkowice, due vittorie)

4ª tappa Szlakiem Grodów Piastowskich (Świdnica > Dzierżoniów)
5ª tappa Małopolski Wyścig Górski (Jodłownik > Rabka-Zdrój)
- 2012 (CCC Polsat Polkowice, cinque vittorie)

Classifica generale Circuit des Ardennes
2ª tappa Szlakiem Grodów Piastowskich (Polkowice, cronometro)
Classifica generale Szlakiem Grodów Piastowskich
3ª tappa Małopolski Wyścig Górski (Rabka-Zdrój > Bukowina Tatrzańska)
Classifica generale Małopolski Wyścig Górski
- 2016 (Wibatech Fuji, due vittorie)

Visegrad 4 Bicycle Race - GP Czech Republic
3ª tappa Małopolski Wyścig Górski (Chochołowskie Termy > Stary Sącz)
- 2017 (Wibatech 7R Fuji, quattro vittorie)

2ª tappa Szlakiem Grodów Piastowskich (Dzierżoniów > Srebrna Góra)
Classifica generale Szlakiem Grodów Piastowskich
Classifica generale Bałtyk-Karkonosze Tour
Szlakiem Wielkich Jezior

#### Altri successi
- 2001 (Cofidis)

Classifica a punti Tour de Pologne
- 2005 (Intel-Action)

Classifica scalatori Małopolski Wyścig Górski
- 2007 (Intel-Action)

Classifica scalatori Szlakiem Grodów Piastowskich
- 2008 (Mróz-Action-Uniqa)

Classifica scalatori Wyścig Solidarności i Olimpijczyków
- 2009 (DHL-Author)

3ª tappa Košice-Tatry-Košice
Classifica scalatori Tour de Pologne
- 2010 (Mróz-Active Jet)

Classifica a punti Szlakiem Grodów Piastowskich
- 2011 (CCC Polsat Polkowice)

Classifica a punti Szlakiem Grodów Piastowskich
- 2012 (CCC Polsat Polkowice)

2ª tappa Wyścig Szlakiem Bursztynowym (Opatówek)
Classifica generale Wyścig Szlakiem Bursztynowym
Classifica a punti Szlakiem Grodów Piastowskich
Classifica a punti Małopolski Wyścig Górski
- 2014 (CCC Polsat Polkowice)

Classifica a punti Szlakiem Grodów Piastowskich
- 2016 (Wibatech Fuji)

Classifica scalatori Małopolski Wyścig Górski
- 2017 (Wibatech 7r Fuji)

Classifica a punti Szlakiem Grodów Piastowskich
Classifica scalatori Szlakiem Walk Majora Hubala
- 2019 (Wibatech Merx 7R)

Classifica scalatori CCC Tour-Grody Piastowskie

## Piazzamenti

### Grandi Giri
- Giro d'Italia

2015: 81º

### Classiche monumento
- Liegi-Bastogne-Liegi

2003: 85º
- Giro di Lombardia

2002: ritirato
2003: ritirato

### Competizioni mondiali
- Campionati del mondo

Zolder 2002 - In linea Elite: 76º
Hamilton 2003 - In linea Elite: ritirato
Verona 2004 - In linea Elite: ritirato
Madrid 2005 - In linea Elite: 45º
Salisburgo 2006 - In linea Elite: ritirato
Varese 2008 - In linea Elite: ritirato
Copenaghen 2011 - In linea Elite: 28º
Limburgo 2012 - Cronosquadre: 26º
Limburgo 2012 - In linea Elite: 45º
Toscana 2013 - Cronosquadre: 21º
Ponferrada 2014 - Cronosquadre: 18º